# Linus Zetterström
Linus Zetterström, född 30 april 1997, är en svensk fotbollsspelare som spelar för Enköpings SK.

## Klubbkarriär
Zetterströms moderklubb är Forssa BK, men han gick som ung till IK Brage. Zetterström debuterade i Superettan den 13 september 2013 i en 1–0-förlust mot Falkenbergs FF, där han blev inbytt i den 83:e minuten mot Mats Cato Moldskred.
Inför säsongen 2018 skrev Zetterström på för Karlstad BK. I januari 2019 gick han till BK Forward. Sommaren 2019 gick Zetterström till division 3-klubben Yxhults IK. I mars 2020 gick han till Karlbergs BK. I augusti 2020 återvände Zetterström till Borlänge för spel i Kvarnsvedens IK.
I januari 2021 värvades Zetterström av Enköpings SK, där han skrev på ett tvåårskontrakt.

## Landslagskarriär
Zetterström spelade två landskamper för Sveriges U17-landslag 2014.